# ستيفن فيليبس (سياسي)
ستيفن فيليبس (بالإنجليزية: Stephen Phillips)‏ هو قاضي وسياسي بريطاني، ولد في 9 مارس 1970 في المملكة المتحدة. حزبياً، نشط في حزب المحافظين. في انتخابات المملكة المتحدة لعام 2010، انتخب عضو برلمان المملكة المتحدة الـ55 عن دائرة سليفورد وهايكهام الشمالية وقد انضم خلال فترته النيابية ‏ (6 مايو 2010 – 30 مارس 2015) للكتلة البرلمانية حزب المحافظين وفي الانتخابات العامة في المملكة المتحدة 2015، انتخب عضو برلمان المملكة المتحدة الـ56 عن دائرة سليفورد وهايكهام الشمالية وقد انضم خلال فترته النيابية ‏ (8 مايو 2015 – 4 نوفمبر 2016) للكتلة البرلمانية حزب المحافظين.